# Kuschelina horni
Kuschelina horni är en skalbaggsart som först beskrevs av Edgar von Harold 1881.  Kuschelina horni ingår i släktet Kuschelina och familjen bladbaggar. Inga underarter finns listade i Catalogue of Life.